# Tanjung Setelung
Tanjung Setelung is een bestuurslaag in het regentschap Natuna van de provincie Riau-archipel, Indonesië. Tanjung Setelung telt 455 inwoners (volkstelling 2010).